# Wilkinson Peaks
Die Wilkinson Peaks sind eine Gruppe von Berggipfeln im ostantarktischen Enderbyland. Sie ragen 8 km südöstlich des Mount Griffiths in den Napier Mountains auf.
Norwegische Kartografen, die sie als Langnabbane (norwegisch für Lange Gipfel) benannten, kartierten sie anhand von Luftaufnahmen, die bei der Lars-Christensen-Expedition 1936/37 entstanden. Eine Schlittenmannschaft besuchte sie 1961 im Rahmen der Australian National Antarctic Research Expeditions. Das Antarctic Names Committee of Australia (ANCA) benannte sie nach Brian Geoffrey Wilkinson, assistierender Dieselmotormechaniker auf der Mawson-Station im Jahr 1961.